# Mariano Ruiz-Esquide
Sergio Mariano Ruiz-Esquide Jara (Talcahuano, 10 de mayo de 1930-Viña del Mar, 20 de enero de 2024) fue un médico cirujano y político chileno, miembro del Partido Demócrata Cristiano (PDC). Se desempeñó como diputado de la República en representación de la 17.ª Agrupación Departamental (correspondiente a Concepción, Coronel, Tomé, Talcahuano y Yumbel) durante tres periodos consecutivos, desde 1965 hasta 1973. Tras el retorno a la democracia ejerció como senador por la 13.ª Circunscripción (Biobío Cordillera), por tres periodos consecutivos desde 1990 hasta 2014.

## Biografía

### Familia y estudios
Nació el 10 de mayo de 1930 en Talcahuano, hijo de Mariano Ruiz-Esquide y Carmen Jara (prima del político Mario Ríos Padilla). Es primo del exdiputado conservador Rufo Ruiz-Esquide. Sus abuelos paternos fueron militantes del extinto Partido Conservador (PCon).
Se casó con Marta Inés Figueroa Velázquez, con quien es padre de tres hijos. Entre ellos destaca Mariano Felipe, quien en diciembre de 2016 asumió de manera designada (en reemplazo del titular en ejercicio), como consejero regional (CORE) de la provincia del Biobío, para finalizar el periodo 2014-2018.
Realizó sus estudios secundarios en el Colegio de los Sagrados Corazones de Concepción. Terminada esta etapa, ingresó a la Facultad de Medicina de la Universidad de Concepción, donde se tituló de médico cirujano en 1955 con la tesis: Estudio Alimentario en la Población Universitaria de Santiago. Entre 1957 y 1958 fue becado por el Instituto de Cultura Hispánica para estudiar hematología en la Universidad Central de Madrid, España

### Vida laboral
En el ámbito profesional se desempeñó como profesor ayudante de las cátedras de medicina y farmacología de su casa de estudios.
A partir de 1973 se radicó en la ciudad de Los Ángeles donde trabajó en su Hospital Clínico entre 1974 y 1976. Luego se incorporó al Hospital Clínico de Concepción.
Entre otras actividades, fue miembro de la «Junta Nacional de Beneficencia»; de las sociedades médicas de Concepción y de Santiago y miembro de la «Sociedad Chilena de Hematología». Además de socio del Club de Talcahuano y del Centro Español de Concepción.

## Trayectoria política

### Inicios
Inició su trayectoria política en su época universitaria, como dirigente del Centro de Alumnos de Medicina y de la Federación de Estudiantes de la Universidad de Concepción.
Una vez egresado de su universidad —inspirado por sacerdotes católicos—, se incorporó al Partido Demócrata Cristiano (PDC), colectividad que empezó a representar en 1963 como regidor por la comuna de Talcahuano, hasta 1965.

### Diputado
En las elecciones parlamentarias de 1965 fue electo como diputado por la Decimoséptima Agrupación Departamental, correspondiente a los departamentos de: Concepción, Coronel, Talcahuano, Tomé y Yumbel, por el periodo legislativo periodo legislativo 1965-1969. Integró las comisiones permanentes de Gobierno Interior; de Policía Interior y Reglamento; de Relaciones Exteriores; de Hacienda, de Vivienda y Urbanismo; de Economía y Comercio; y de Integración Latinoamericana. Participó en las comisiones especiales de la Vivienda; de Alcoholismo; e Investigadora de los Televisores.
En las elecciones parlamentarias de 1969 obtuvo su reelección diputacional por la misma Decimoséptima Agrupación Departamental, por el periodo legislativo 1969-1973. Integró las comisiones permanentes de Interior, Policía Interior y Reglamento, Relaciones Exteriores, Vivienda y Urbanismo, y de Economía y Comercio.
En ese tiempo además, fue designado por su partido para asumir como presidente del comando comunal de la campaña presidencial de su compañero de partido, Eduardo Frei Montalva.
A mediados de 1970 fue nombrado como secretario nacional de la Junta Nacional de su colectividad.
En las elecciones parlamentarias de 1973 mantuvo su escaño en la Cámara de Diputados por la misma agrupación, por el periodo 1973-1977. Integró la Comisión Permanente de Salud Pública. En forma paralela asumió como jefe del Comité de Diputados de su partido y representante de éstos ante el Consejo Nacional.
El golpe militar del 11 de septiembre de 1973 puso término anticipado al período que finalizaba en mayo de 1977. El decreto Ley n.º 27 del 21 de septiembre de ese mismo año disolvió el Congreso Nacional y declaró cesadas las funciones parlamentarias a contar de la fecha.

### Dictadura militar
Ante el derrocamiento del presidente de la República Salvador Allende, el 13 de septiembre de 1973, junto a otros 12 militantes del PDC, firmó una declaración pública de rechazo al golpe militar conocida como declaración del Grupo de los Trece.
En 1977, la dictadura militar lo relegó en Antofagasta por sus críticas realizadas en la revista Hoy.
En 1981, integró el Consejo Regional del Colegio Médico (Colmed) donde fue electo presidente, cargo que dejó en 1989 luego de ser elegido senador. Paralelamente, fue presidente de la «Federación Regional de Colegios Profesionales» y de la «Asamblea de la Civilidad».

### Senador

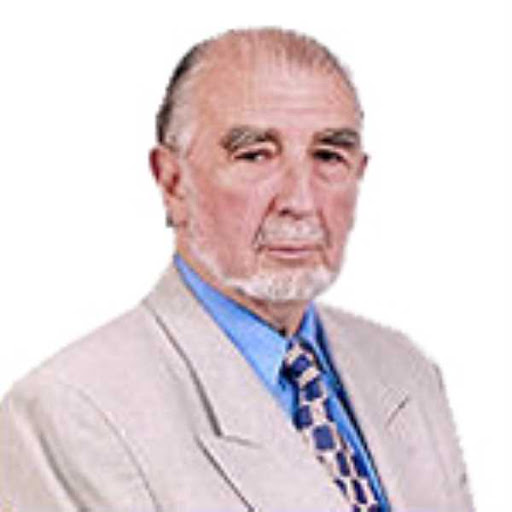
Fotografía oficial de Mariano Ruiz-Esquide como senador de la República en 1990.

En las elecciones parlamentarias de 1989, presentó su candidatura al Senado, en representación de la Democracia Cristiana, en el pacto Concertación de Partidos por la Democracia, por la 13.ª Circunscripción, VIII Región del Biobío, por el periodo legislativo 1990-1998. Fue electo con 111 432 votos, equivalentes al 31,12% del total de los sufragios válidos. Integró las comisiones permanentes de Educación; y de Salud. Al mismo tiempo asumió como jefe del Comité de los Senadores Demócrata Cristianos.
Asimismo, al finalizar este periodo, fue designado como integrante del Comité Intersectorial para el Desarrollo de Lota, por el presidente Eduardo Frei Ruiz-Tagle.
En las elecciones parlamentarias de 1997, fue reelecto como senador para el periodo 1998-2006, por la misma 13.ª Circunscripción, con 109 368 votos, correspondientes al 35,78% del total de los sufragios válidos.
Integró la Comisión Permanente de Educación, Cultura, Ciencia y Tecnología y presidió la Comisión Permanente de Salud entre el 7 de abril de 2009 y el 5 de enero de 2010.
Finalmente, en las elecciones parlamentarias de 2005, obtuvo nuevamente la reelección senatorial por la 13.ª Circunscripción, por el periodo 2006-2014; al conseguir 139 657 votos, correspondientes al 39,31% del total de los sufragios válidamente emitidos. En las tres elecciones obtuvo la primera mayoría.
Asumió el cargo el 11 de marzo de 2006. En este periodo, integró las comisiones permanentes de Educación, Cultura, Ciencia y Tecnología, entre el 22 de marzo de 2006 y el 10 de marzo de 2010. Como miembro de la primera, ofreció su mediación en el conflicto generado por la movilización estudiantil de 2006, iniciativa que no prosperó.[cita requerida]
También integró las comisiones permanente de Salud, desde el 15 de marzo de 2006 hasta el 10 de marzo de 2010; de Obras Públicas, desde el 15 de marzo de 2006 hasta el 7 de julio de 2008. Paralelamente, el 31 de octubre de 2006, fue designado por la presidenta Michelle Bachelet, como integrante del «Consejo Asesor para la Calidad de la Educación».

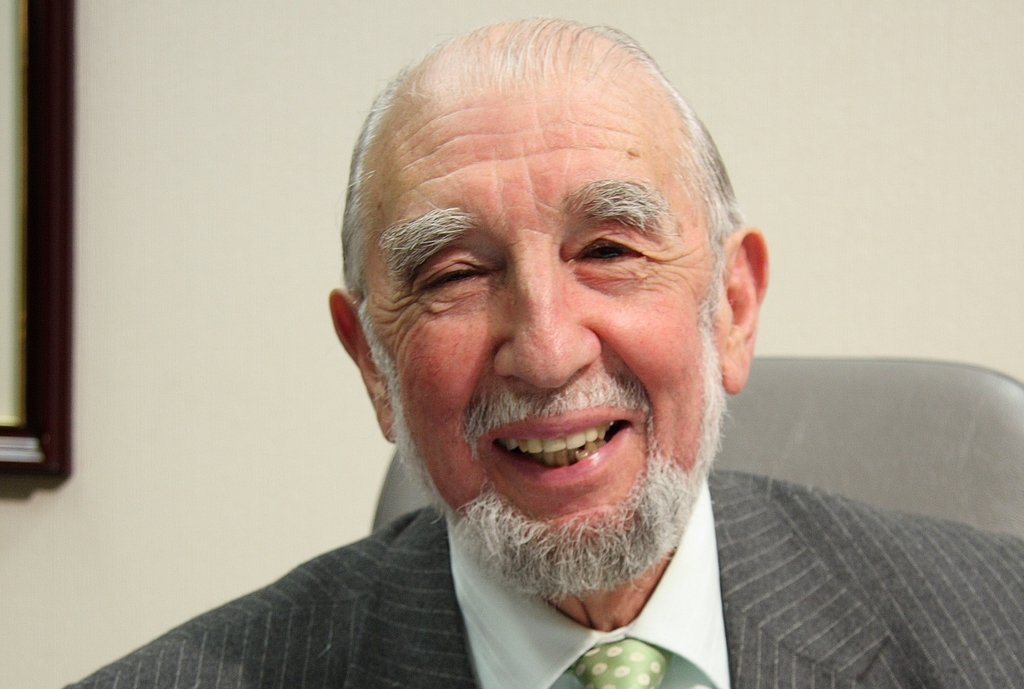
Mariano Ruiz-Esquide en 2009.

Continuó participando de las comisiones permanentes, esta vez las de Derechos Humanos, Nacionalidad y Ciudadanía, desde el 16 de marzo de 2011 hasta el 11 de marzo de 2014 —la que presidió entre el 16 de marzo de 2011 y el 14 de marzo de 2012—; y por último, la de Agricultura, desde el 6 de marzo de 2013 hasta el 10 de marzo de 2014. Asimismo, entre el 23 de enero de 2013 y el 10 de marzo de 2014, integró la Comisión Especial Bicameral encargada de dar cumplimiento al artículo 6° del Convenio N° 169 de la Organización Internacional del Trabajo (OIT).
Para las elecciones parlamentarias de noviembre de 2013 decidió no presentarse a la reelección por un nuevo periodo (2014-2022).

### Actividades posteriores
En marzo de 2015, en el marco del segundo gobierno de Michelle Bachelet fue nombrado como su representante ante la Junta Directiva de la Universidad de Playa Ancha. Renunció al cargo el 18 de junio de 2018, tres meses después de haber iniciado el segundo gobierno de Sebastián Piñera.

## Reconocimientos
- En 1962 obtuvo el «Premio Doctor Guillermo Grant» entregado por la Sociedad Médica de Chile.[4]
- En diciembre de 1995 recibió el «Premio Nacional de Derechos Humanos», otorgado por la Comisión Chilena de Derechos Humanos, en la categoría "Derechos del Niño".[4]
- El 30 de octubre de 2008 el Servicio Nacional del Adulto Mayor (SENAMA) lo premió por su trayectoria política.[4]
- El 10 de diciembre de 2013 recibió —junto a otros seis médicos— de la mano del presidente Sebastián Piñera, la Orden de la Cruz del Sur por su aporte a la salud chilena.[4]

## Historial electoral

### Elecciones parlamentarias de 1973
- Elecciones parlamentarias de 1973, candidato a diputado para la 17ª Agrupación Departamental de Concepción[8]

### Elecciones parlamentarias de 1989
- Elecciones parlamentarias de 1989, candidato a senador por la Circunscripción 13 (Biobío Interior)[9]

### Elecciones parlamentarias de 1997
- Elecciones parlamentarias de 1997, candidato a senador por la Circunscripción 13 (Biobío Interior)[10]

### Elecciones parlamentarias de 2005
- Elecciones parlamentarias de 2005, candidato a senador por la Circunscripción 13 (Biobío Interior)[11]

## Obra escrita
- Ruiz-Esquide, Mariano (2006). El desafío actual de la opción humanista cristiana. Política y espíritu. Santiago, Chile: N.º 430, p. 125-132.
- ⸻. (2006). Prólogo: ética e innovación tecnológica. La dimensión oculta de la transferencia de conocimiento. En: Lolas Stepke, Fernando ed. Ética e innovación tecnológica. Santiago, Chile: Universidad de Chile.
- ⸻. (1996). Exposiciones y comentarios de los participantes en la Mesa Redonda sobre el tema "Legislación y bioética en materia de transplante de órganos”. En: Sánchez, Walter ed. Bioética y trasplantes de órganos en Chile. Santiago, Chile: Centro Interdisciplinario de Bioética, CINBIO.
- ⸻. (13 de diciembre de 1992). Señor Presidente, señores Senadores. La Época. Santiago, Chile, p. 3 (suplemento).
- ⸻. (1990) Discurso del Dr. Mariano Ruiz-Esquide en el funeral del Dr. Ignacio González Ginouvés. Vida médica. Colegio Médico de Chile, A.G. Santiago, Chile, Vol. 42, N.º 4 (sept./oct).
- ⸻. (1973). El socialismo traicionado. Santiago, Chile: Editorial del Pacífico.
- ⸻. (1955). Estudio Alimentario en la población universitaria de Santiago. Facultad de Medicina de la Universidad de Concepción.